# Joachim-Fritz Schultze-Bansen
Joachim-Fritz Schultze-Bansen (Berlijn, 1926 – aldaar, 1994) was een Duitse beeldhouwer.

## Leven en werk
Schultze-Bansen volgde vanaf 1948 een dansopleiding, maar studeerde van 1950 tot 1951 aan de Hochschule für angewandte Kunst in Berlijn-Weißensee en van 1951 tot 1958 beeldhouwkunst aan de Hochschule der Künste Berlin. Van 1954 tot 1955 verbleef hij in Turkije. Vanaf 1959 vestigde hij zich als beeldhouwer in Berlijn.

## Beeldhouwersymposia
In navolging van de door Karl Prantl in Oostenrijk gestarte internationale symposia voor steenbeeldhouwers van 1959 en 1960 wilden de Duitse beeldhouwers Schultze-Bansen, Erich Reischke en Herbert Baumann (allen lid van het Symposion Europäischer Bildhauer), daarin gesteund door de hoogleraren Karl Hartung en Alexander Gonda, een Bildhauersymposium in Duitsland organiseren. De eerste mogelijkheid diende zich in 1961 aan in een steengroeve in Kirchheim bij Würzburg, het Bildhauersymposion Kaisersteinbruch. Eind oktober 1961 werd door de deelnemers van het symposium, na de bouw van de Berlijnse Muur, besloten uit protest een tweede symposium in Berlijn te houden, het zogenaamde Mauer-Symposium.
Dit symposium duurde tot 1963 en Schultze-Bansen behoorde tot de deelnemers en creëerde twee steensculpturen.
Van 1964 tot 1965 was Schultze-Banser gastdocent aan de Hochschüle der Künste Berlin.

## Werken (selectie)
- 1957 : Ohne Titel (brons), Seegefelder Straße in Berlin-Spandau
- 1960 : Ohne Titel (steen), Symposion Europäischer Bildhauer in Sankt Margarethen im Burgenland
- 1961 : Zweiteilige Skulptur, Bildhauersymposion Kaisersteinbruch
- 1961/63 : Steinskulptur, Platz der Republik in Berlijn (Mauer-Symposium)
- 1961/63 : Steinskulptur, Platz der Republik
- 1970 : Gedenkstein, Lidice

## Fotogalerij

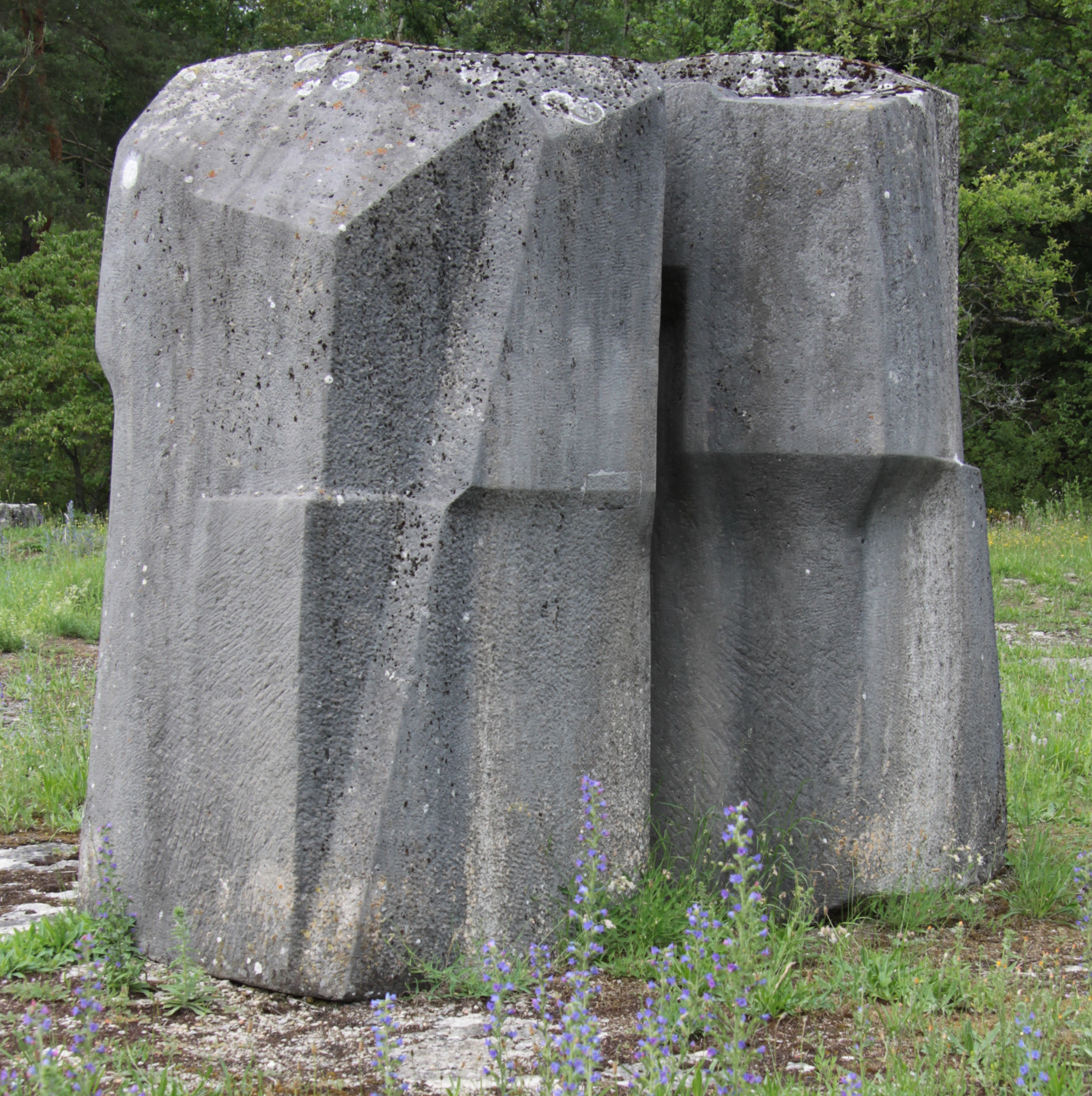
(1961)
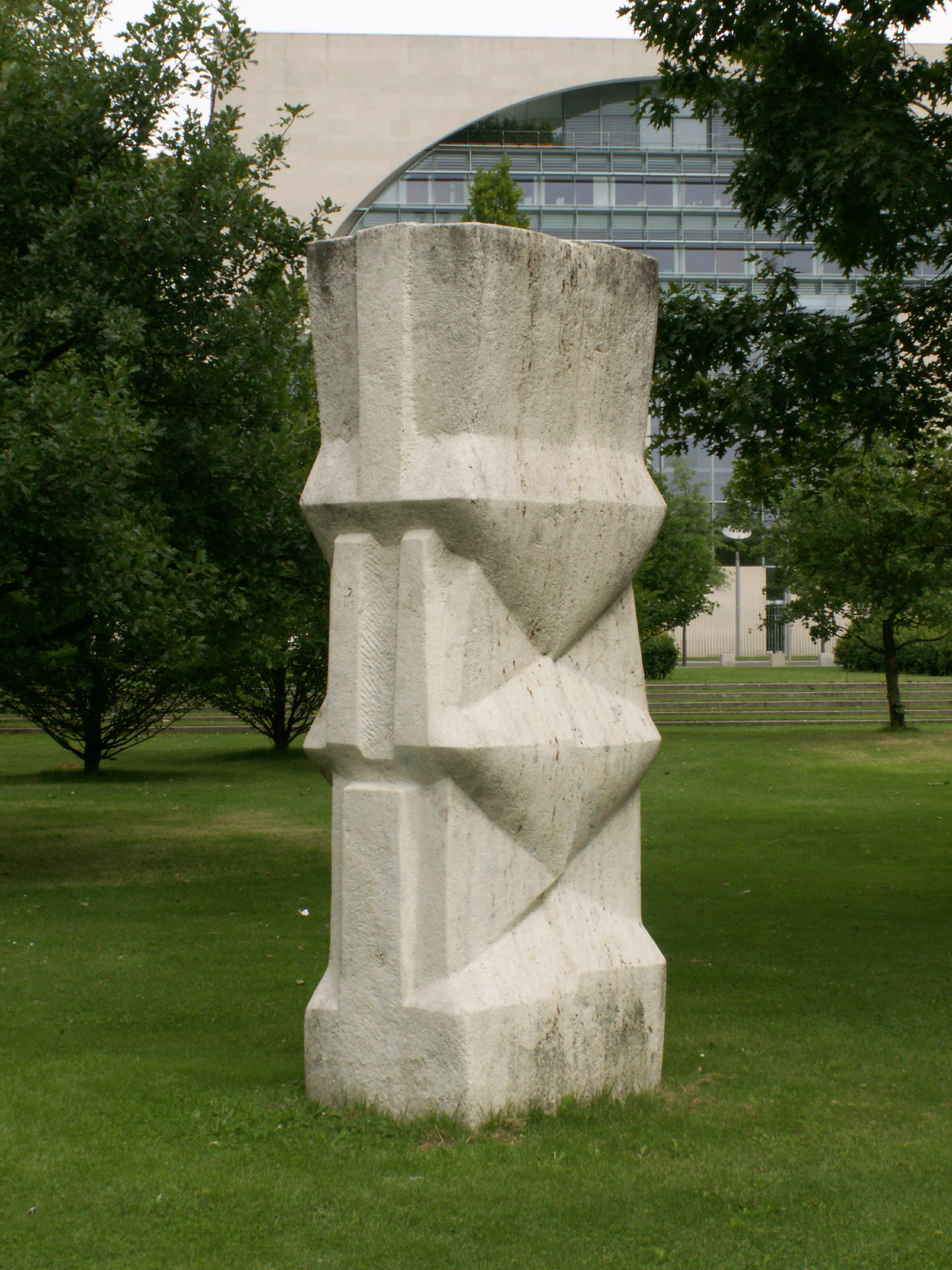
(1961/63)
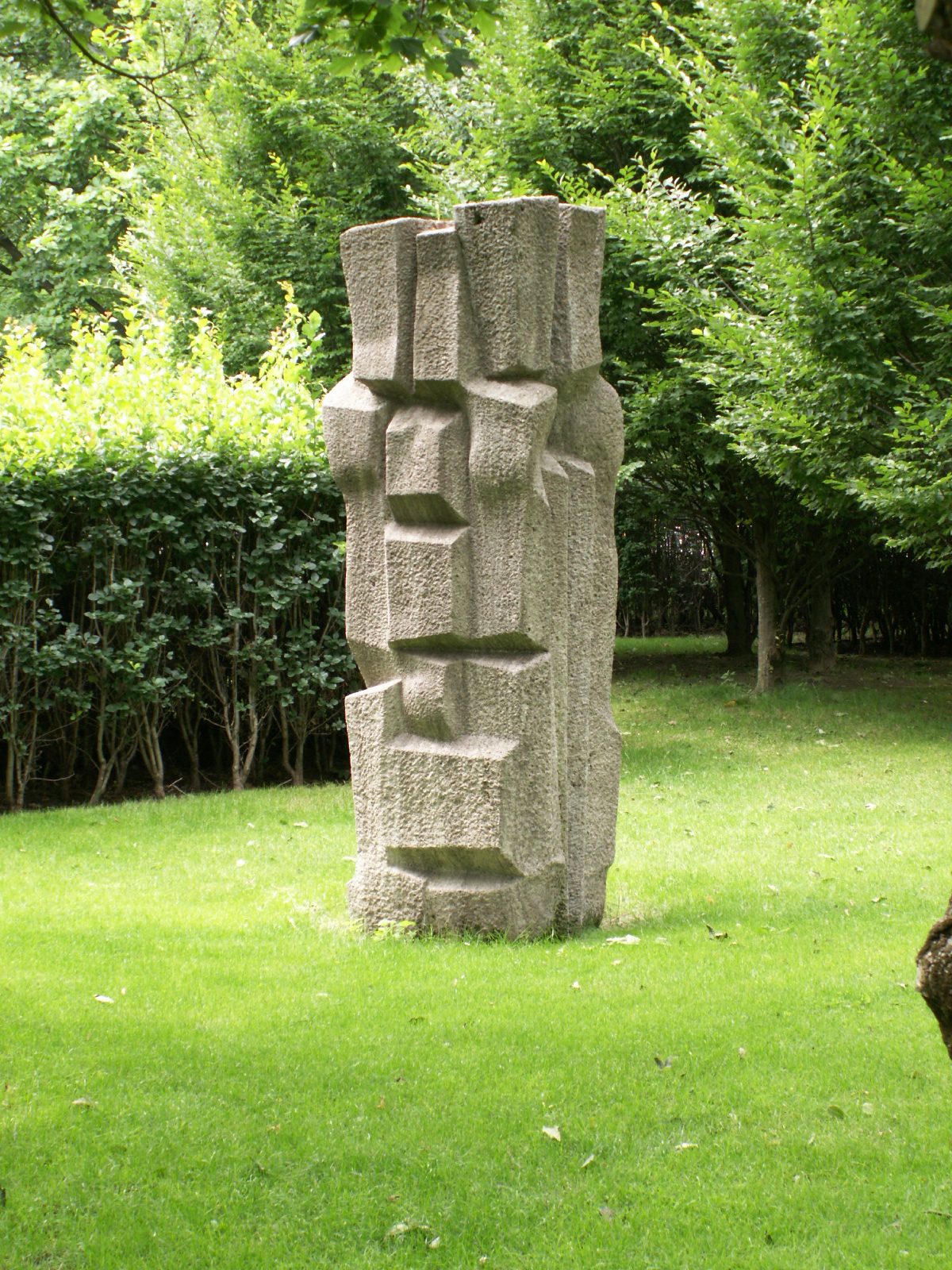
(1961/63)